# Aneil Karia
Aneil Karia (* 1984 in Ipswich) ist ein britischer Filmproduzent und -regisseur.

## Leben
Aneil Karia wurde in Ipswich als Sohn eines Arztes und einer Krankenschwester geboren. Seine Vorfahren haben irische, welsche, indische und ugandische Wurzeln. Er studierte Journalismus an der University of Leeds und arbeitete zunächst bei Sky News. Anschließend studierte er Fernsehproduktion und -regie an der National Film and Television School. Er begann Musikvideos und Werbefilme zu drehen. Seine ersten Regiearbeiten waren die Kurzfilme Southbank Centre Goes Bollywood (2012) und Beat (2013). Es folgten weitere Kurzfilme, darunter Work, der für einen BAFTA nominiert war. Außerdem drehte er Episoden der Fernsehserie Lovesick und Pure.
2020 führte er Regie bei dem Kurzfilm The Long Goodbye von und mit Riz Ahmed. Dieser wurde bei der Oscarverleihung 2022 als bester Kurzfilm nominiert, und im März ausgezeichnet. 2020 drehte er außerdem mit Surge seinen ersten Langfilm.
Im Jahr 2022 wurde er in die Academy of Motion Picture Arts and Sciences (AMPAS) berufen, die alljährlich die Oscars vergibt.

## Filmografie
- 2012: Southbank Centre Goes Bollywood (Kurzfilm)
- 2013: Beat (Kurzfilm)
- 2014: Tag (Kurzfilm)
- 2017: Work (Kurzfilm)
- 2017: Switch (Kurzfilm)
- 2018: Lovesick (4 Episoden)
- 2018: Ina (Light) (Kurzfilm)
- 2019: Pure (3 Episoden)
- 2019: Kano Trouble (Kurzfilm)
- 2019: Top Boy (3 Episoden)
- 2020: Surge
- 2020: The Long Goodbye
- 2020: Teardrops (Kurzfilm)